# Arlo Parks
Anaïs Oluwatoyin Estelle Marinho (Londres, 9 de agosto de 2000), conocida profesionalmente como Arlo Parks, es una cantautora y poeta británica. En 2021, publicó su primer álbum de estudio, Collapsed in Sunbeams. El disco fue bien recibido por la crítica y ganó el Premio Mercury concedido al álbum británico más destacado del año.

## Biografía
Anaïs Oluwatoyin Estelle Marinho se crio en Hammersmith, al oeste de Londres. Es de origen nigeriano, chadiano y francés. Su madre nació en París, por lo que Marinho aprendió a hablar la lengua francesa antes que la inglesa.

## Trayectoria

### 2018-2019: Super Sad Generation y Sophie
Parks eligió su nombre artístico igual que lo hizo King Krule y Frank Ocean. En 2018, comenzó a subir demos a la plataforma BBC Music Introducing, lo que llamó la atención del DJ de BBC Radio 1, Jess Iszatt, quien proporcionó estas demos a Ali Raymond, de Beatnik Creative, y su sello enseguida comenzó a trabajar con Parks. En noviembre de 2018 hizo su debut en solitario con el lanzamiento de la canción "Cola" a través de Beatnik Records y anunció el lanzamiento de su primer EP, Super Sad Generation. En sus declaraciones a la revista Line of Best Fit, Parks señalaba que la canción es "un recordatorio de que la traición es inevitable cuando se trata de gente guapa que cree que con unas flores se arregla todo". Olivia Swash escribió sobre las voces de la canción "florecen gracias a la experiencia de escritura creativa [de Parks], con su delicada voz en el centro del escenario frente a las guitarras ligeramente punteadas y el suave crujido del vinilo".   
Tras el lanzamiento de Cola, Parks firmó con Transgressive Records. En enero de 2019 lanzó la canción principal que da nombre a su siguiente EP, Super Sad Generation. Robin Murray declaró a Clash que la canción muestra un "control creativo astuto y matizado que utiliza juegos de palabras que hablan de emociones juveniles fuera de control". Su tercer sencillo, Romantic Garbage, se publicó en marzo de 2019, antes del lanzamiento del EP completo de cuatro pistas, Super Sad Generation, a principios de abril de 2019. El EP fue grabado en su casa en el suroeste de Londres y en un Airbnb en el barrio londinense de Angel.
Parks realizó su primer concierto en The Great Escape en Brighton, en mayo de 2019. Luego actuó en el escenario BBC Music Introducing en el Glastonbury Festival, a finales de junio de 2019 y en el Latitude Festival, en julio de 2019. En septiembre de 2019 se embarcó en su primera gira en apoyo al tramo británico de una serie de conciertos de Jordan Rakei, y en la última mitad de 2019, lanzó las canciones George, Second Guessing, Sophie, y Angel's Song, antes de su segundo EP, Sophie. Sean Kerwick le dijo a DIY que el EP de cinco pistas "rezuma problemas de desamor y mortalidad; un tema que parece eclipsar a muchos músicos de la generación Z".

### Collapsed in Sunbeams
Parks comenzó su primera gira por Europa entre febrero y marzo de 2020, pero no pudo finalizarla debido a la pandemia de COVID-19. En mayo de 2020, lanzó los sencillos Eugene y Black Dog, que fueron bien recibidos durante el confinamiento por la pandemia, y el último se convertiría en la melodía de la semana de la BBC Radio 1. Parks fue portada de la lista NME a fines de julio de 2020. Ganó el premio AIM Independent Music Award por One to Watch en 2020, después de haber perdido el mismo premio ante Georgia un año antes. Parks y Moses Boyd fueron portada de Music Week para el especial de la publicación sobre música independiente que siguió a los premios AIM. Parks hizo la presentación de su álbum, Collapsed in Sunbeams el 29 de enero de 2021 y en septiembre de ese mismo año el disco fue galardonado con el Premio Mercury al álbum británico más destacado de 2021. Se ha dicho de ella "que canta sobre la vulnerabilidad del alma y de la mente acogiéndose a una sonoridad soul abierta a interferencias. Canciones que abrazan y reconfortan a través de la oscuridad".
El 19 de febrero de 2021, Parks fue la invitada principal de Jools Holland en su programa de la BBC Later...

## Vida personal
Parks se educó en la Latymer Upper School en Hammersmith y terminó sus estudios A Levels en 2019. Reside en Londres y es abiertamente bisexual. En los datos autobiográficos de su perfil promocional, Parks afirmó que pasó la mayor parte de la escuela secundaria "sintiéndose como esa niña negra que no podía bailar una mierda, escuchando demasiada música emo y enamorada de una chica de su clase de español." 
Parks menciona a Sylvia Plath y Joni Mitchell como algunas de sus influencias.

## Discografía

### Álbumes de estudio
- 2023: My Soft Machine.
- 2021: Collapsed in Sunbeams.

### EP
- 2019: Super Sad Generation.
- 2019: Sophie.

### Singles como artista principal
- 2023: Devotion.
- 2023: Pegasus.
- 2023: Blades.
- 2023: Impurities.
- 2023: Weightless.
- 2021: Hope.

- 2020: Black Dog.
- 2020: Hurt.
- 2020: Eugene.
- 2020: Green Eyes.
- 2020: Caroline.
- 2019: Angel's Song.
- 2019: Second Guessing.
- 2018: Cola.
- 2018: Romantic Garbage.
- 2018: George.

## Premios y nominaciones
- 2021: Premio Mercury al álbum británico más destacado del año, por Collapsed in Sunbeams.
- 2021: BRIT Music Awards: Nueva Artista Destacada.
- 2020: AIM Independent Music.
- 2020: BBC, Mejor artista del año y Mejor disco del año.
- 2020: UK Music Video Awards
- 2019: Premio AIM Independent Music.